# Instituto Nacional de Estatística e Censos da Argentina
O Instituto Nacional de Estadística y Censos de Argentina (INDEC) é um organismo público argentino, de caráter técnico, que unifica a orientação e exerce a direção superior de todas as atividades estatísticas oficiais que se realizam em todo o territorio da República Argentina. Sua criação e funcionamento estão regulamentadas pela Lei 17.622 e pelo Decreto 3110/70, assim como o Decreto 1831/93. Atualmente está ligado ao Ministério de Economia e Finanças Públicas.
A lei lhe confere a responsabilidade direta e o desempenho metodológico, organização e direção dos operativos nacionais de reavaliamento através de censos e enquetes, a elaboração dos indicadores básicos de ordem social e econômico e a produção de outras estatísticas básicas.
O INDEC também tem a responsabilidade de coordenar o Sistema Estatístico Nacional (SEN), sob o princípio de centralização normativa e descentralização executiva. Isto significa que o INDEC é responsável pelo desenvolvimento metodológico e normalizado para a produção de estatísticas oficiais, assegurando a comparabilidada da informação originada em distintas fontes.
O Sistema Estatístico Nacional é constituído pelos serviços estatísticos dos organismos nacionais, provinciais e municipais.
Em cada província argentina existe uma Direção de Estatística (DPE) dependente do governo provincial. Estas direções coordenam os sistemas estatísticos provinciais, e intervêm na captura, ingresso e processamento de informações de nível provincial. Estas são consolidadas pelo INDEC e por outros serviços nacionais para a obtenção de informação a nível nacional.
A produção de informações estatísticas se realiza através de distintos métodos de captação de dados (censos, enquetes, registros administrativos, etc.), que permitam a elaboração de indicadores em relação a diferentes áreas temáticas.

## Quem trabalha no INDEC
No ano de 2004 um censo interno apresentou os seguintes resultados:
- O INDEC é integrado por 1065 agentes, dos quais 965 realizam tarefas de caráter técnico. Os demais realizam tarefas administrativas, contábeis, legais e outros serviços.
- Havia 369 agentes com títulos universitários, muitos deles com pós-graduação. Os profissionais se distribuíam do seguinte modo, segundo a área de formação:
  - Ciências Sociais: 119
  - Ciências Econômicas: 57
  - Informáticos: 52
  - Estatísticos e Matemáticos: 29
  - Geógrafos: 7
  - Outros: 105

## Estrutura
Desde a sua criação, 17.622 lei original 1968, dependia forma alternativa de várias instâncias do Poder Executivo, preservando a independência da produção de estatísticas.
Essa lei deu-lhe dois objectivos fundamentais:
Para exercer o topo de todas as estatísticas oficiais.
Estrutura e liderar o Sistema Estatístico Nacional.

## Metodologia
Para o estabelecimento de suas estatísticas trabalha com a colaboração de 23 províncias e 16 universidades que aceites e integradas no seu projeto e colaborar na coleta de dados  Em outubro de 2013 a coleta de dados é realizada com 500 entrevistados, mais de 200.000 preços mensais em mais de 100 locais em todas as províncias.As suas atividades compreendem o recenseamento da população, das atividades produtivas e dos serviços e de pesquisas por amostragem de famílias (consumo, trabalho, aspectos da vida cotidiana, saúde, segurança, lazer, uso do tempo etc.).

## História do organismo
Foi fundada em 1968. sua criação e funcionamento são regulados por lei 17,6221 (25 de janeiro de 1968) e os decretos 3110/702 (30 de dezembro de 1970) e 1831/933 (1 de Setembro, 1993). Em 2001, questões relacionadas com a deficiência, ascendência ou pessoas pretenencia indígena para equipamentos domésticos e tecnologia foram incluídos no censo realizado pelo instituto. Marcas de leitura automática foram incorporados. O censo da população em novembro de 2001 totalizou 36.260.130 habitantes. 
Em outubro de 2006, o secretário de Comércio Guillermo Moreno pediu Graciela Bevacqua, chefe do Índice de Preços ao Consumidor Administration  IPC , os nomes das lojas pesquisadas para o cálculo do índice de preços para monitorar se os dados são tomados corretamente. O gerente se recusou a fazê-lo, foi substituída pela Mario José KriegerO chefe de gabinete Sergio Massa chamado para a remoção do Guillermo Moreno e saneamento do organismo.
O diretora do instituto atual é Ana María Edwin nomeada, em julho de 2008. Em 10 de junho de 2011 parte do edifício pegou fogo. Os dados podem ser recuperados através do sistema informatizado de informação criado em 2010.

## Acordos de trabalho conjunto
- Universidade "La Sapienza" de Roma.[9]
- Universidade de Bolonha
- Instituto Nacional de Estatísticas da China[10]
- Universidade Nacional do Sul (Argentina)[11]
- Universidade Nacional La Matanza[12]
- Instituto de Estatística da Itália (Istat).[13]

## Censos
Os resultados do censo de 1991 resultou numa população nacional 32.615.528.57
Os resultados do censo de 2001, resultou em uma população nacional 36.260.130.58
Os resultados do censo de 2010, resultou em uma população nacional de 40.091.359Foi o primeiro censo na Argentina, onde foram incluídos os casais homossexuais, e os descendentes indígenas e afro .